# Dolores (Abra)
Dolores (Bayan ng Dolores, Abra) är en kommun i Filippinerna. Kommunen ligger på ön Luzon, och tillhör provinsen Abra. Folkmängden uppgår till 10 787 invånare.
Dolores är indelat i 15 barangayer.